# El barco ebrio
«El barco ebrio» («Le Bateau ivre» en el original francés) es un poema en verso de 100 líneas escrito por el poeta francés Arthur Rimbaud, a los diecisiete años en el verano de 1871 en la casa de su niñez en Charleville, en el norte de Francia.
Rimbaud incluyó el poema en una carta enviada a Paul Verlaine en septiembre de 1871 para presentarse ante él. Poco después, se unió a Verlaine en París donde se convirtió en su amante.

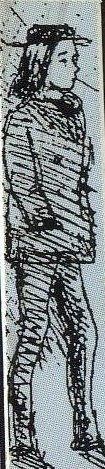
Caricatura de Rimbaud dibujada por Verlaine en 1872.

Una de las fuentes de inspiración del poema fue la novela de Julio Verne Veinte mil leguas de viaje submarino (Vingt mille lieues sous les mers).

## Desarrollo
El poema fue organizado en series de veinticinco estrofas de cuatro versos alejandrinos con un esquema de rima ABAB. Está entrelazado alrededor de las visiones delirantes de un bote epónimo, perdido y hundido en el mar. Se consideró revolucionario en el uso de las imágenes y el simbolismo.
Uno de los más largos poemas en la obra de Rimbaud, abre con la siguiente estrofa de cuatro versos:
| Comme je descendais des Fleuves impassibles, Je ne me sentis plus guidé par les haleurs : Des Peaux-Rouges criards les avaient pris pour cibles Les ayant cloués nus aux poteaux de couleurs. | Mientras descendía por Ríos impasibles, sentí que los remolcadores dejaban de guiarme: Los Pieles Rojas gritones los tomaron por blancos, clavándolos desnudos en postes de colores. |  |

El biógrafo de Rimbaud, Enid Starkie, describe el poema como una antología de memorables imágenes y líneas. La voz es la misma de un bote ebrio. El bote habla de cómo se llena de agua, y por lo tanto navega «ebrio». Hundido a través del mar, el bote describe un viaje de variadas experiencias que incluyen vistas de lo más puras y trascendentales (« l’éveil jaune et bleu des phosphores chanteurs », «y el despertar amarillo y azul de los fósforos cantores») y al mismo tiempo de lo más repelente (« nasses — Où pourrit dans les joncs tout un Léviathan », «trampas en las que se pudre en los juncos todo un Leviatán»).
El matrimonio entre el júbilo y la decadencia, la sinestesia, y el elevado asombro convirtió a este poema de 100 líneas en la materialización de la teoría juvenil de que el poeta se convierte en profeta, un ser vatídico, a través del desorden de los sentidos. A estas atracciones se le agregan las alejandrinas de un inmediato atractivo aural: « Fermentent les rousseurs amères de l’amour! » («fermentando las amargas pinceladas del amor»).
El acrecentado asombro del bote (y los lectores) llega a un punto culminante en las líneas 88-89: « Est-ce en ces nuits sans fonds que tu dors et t’exiles / Million d’oiseaux d’or, ô future Vigueur? » («¿Es en estas noches sin fondo en las que te duermes y te exilias, millón de pájaros de oro, oh Vigor futuro?»). Luego de la visión se pierde y se rompe el hechizo. El orador, aún un bote, desea la muerte (« Ô que ma quille éclate! Ô que j’aille à la mer! », «¡Oh, que mi quilla estalle! ¡Oh, que yo me hunda en la mar!»). Las grandiosas aspiraciones han engañado, dejando agotamiento y una sensación de encarcelamiento. 
De esta forma, «El barco ebrio» prolépticamente recapitula la carrera como poeta de Rimbaud, la cual se disipó cuando descubrió que el verso no podía ofrecer el entendimiento universal y la armonía que pareció dar cuando él era más joven.
«El barco ebrio» se mantiene como una de las gemas de la poesía francesa. Vladimir Nabokov, tradujo la carta de presentación de Rimbaud al ruso.

## Galería

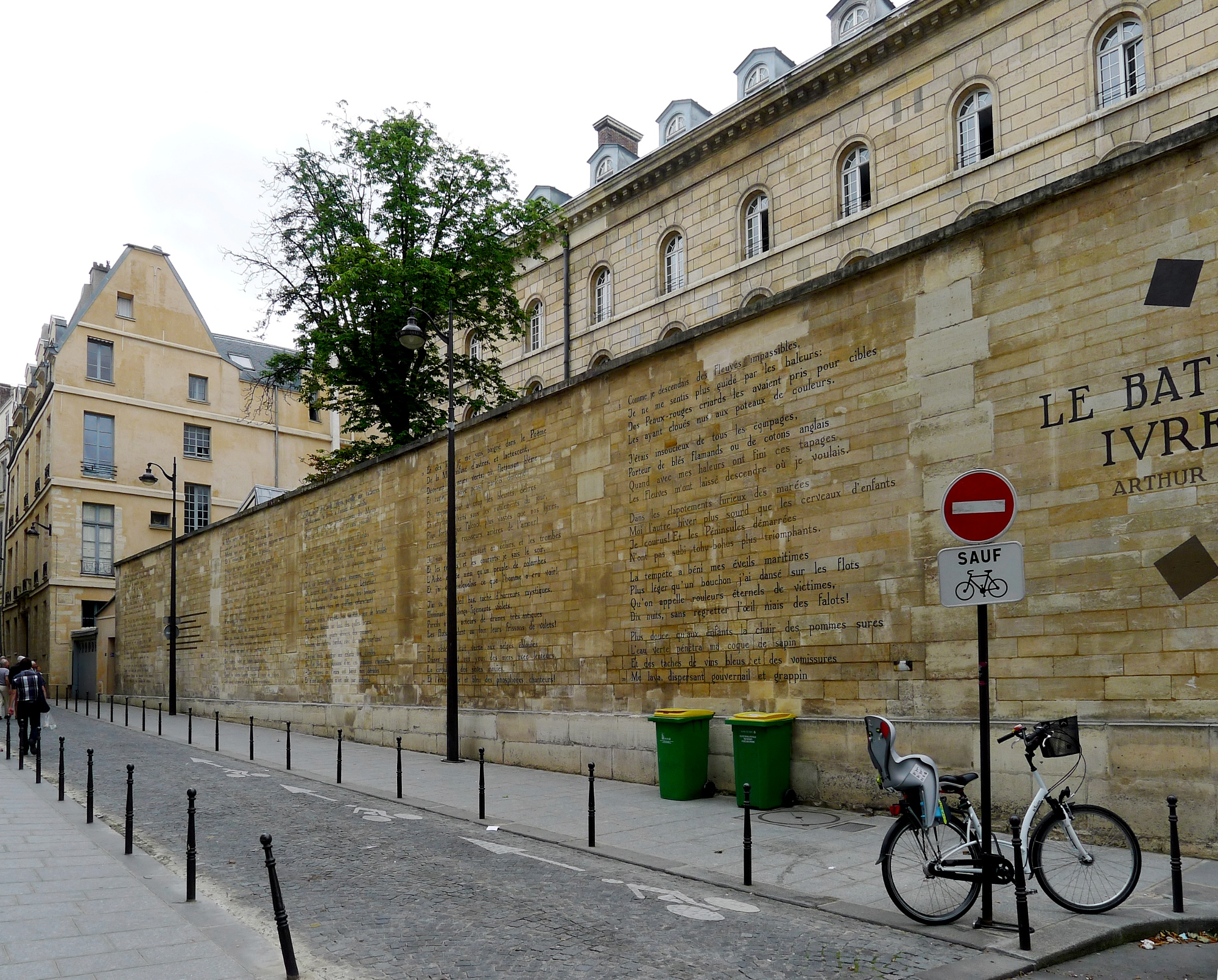
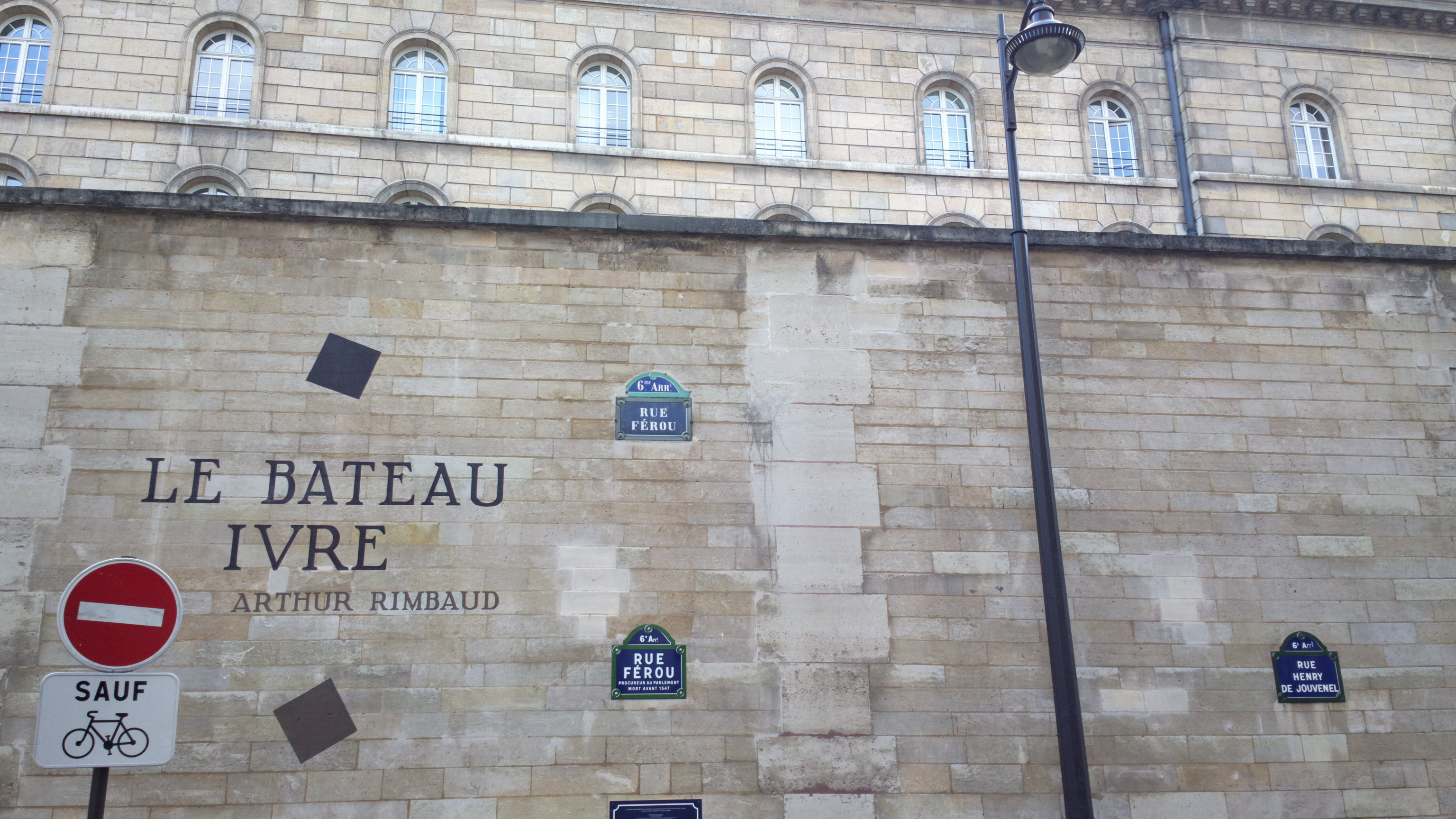
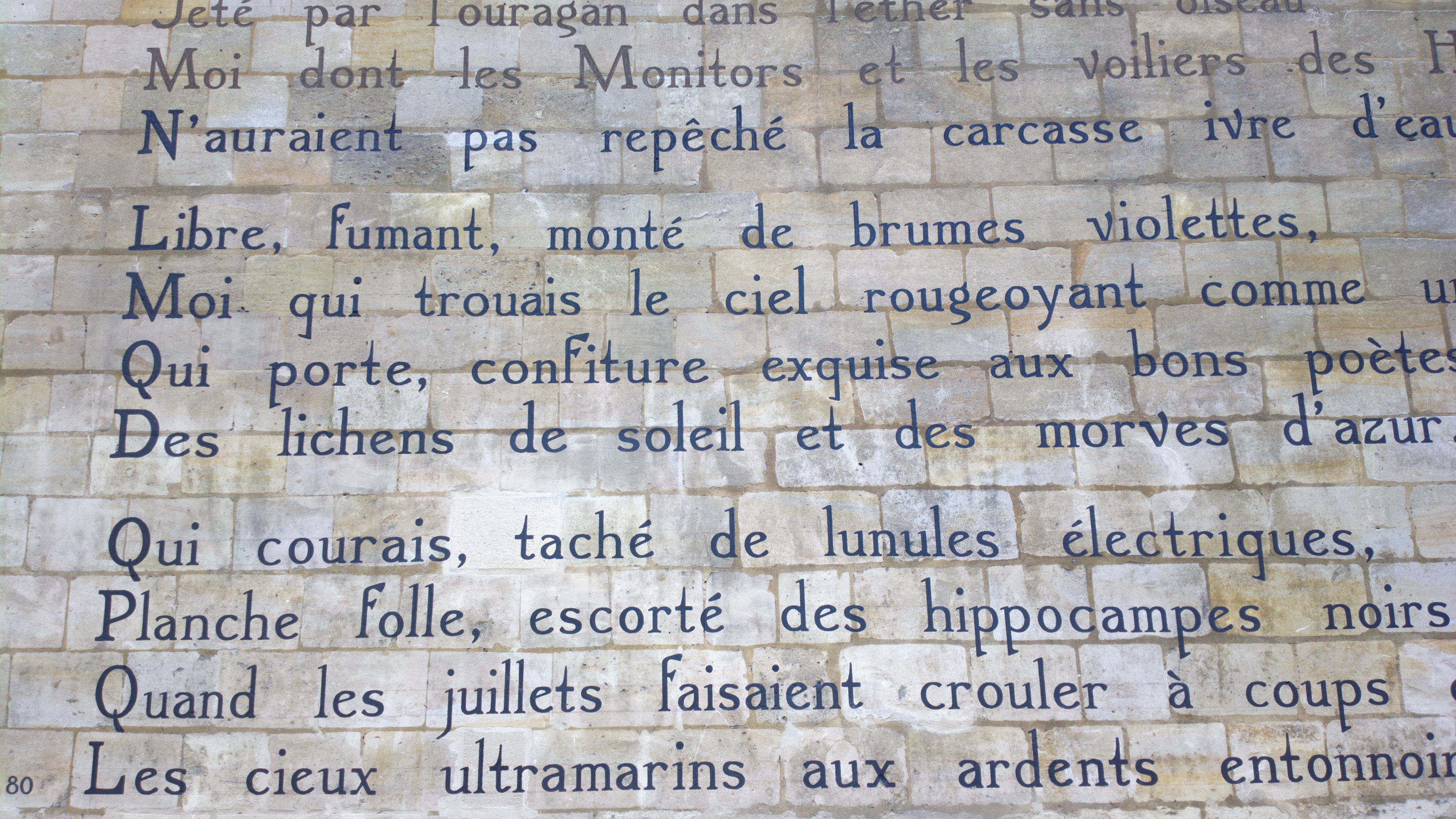
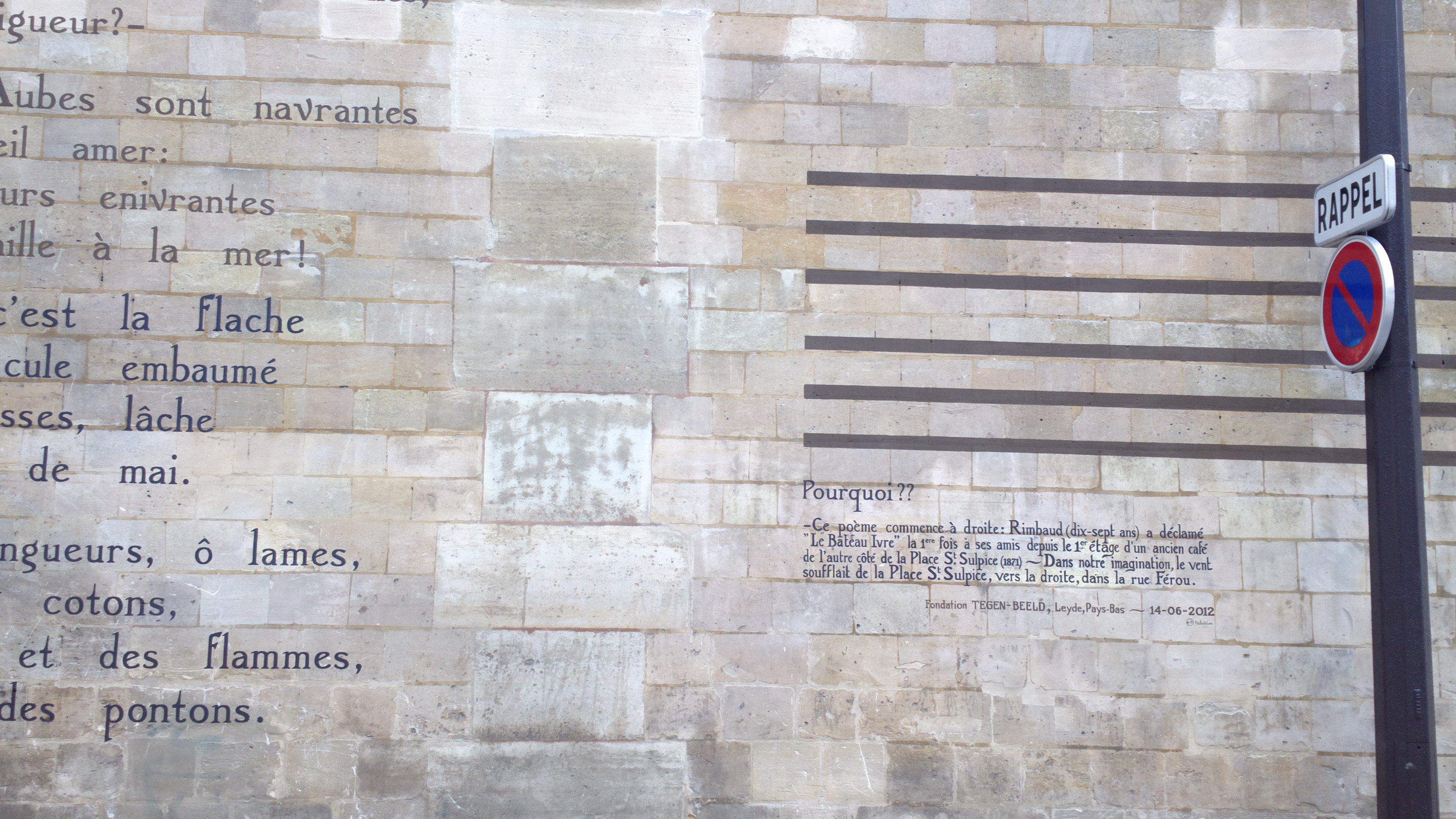

Le Bateau ivre (rue Ferou, París, 2012).

## Enlaces
- Wikisource contiene una traducción de El barco ebrio.
- Wikisource en francés contiene el texto original de El barco ebrio.

- Datos: Q332307
- Multimedia: Le Bateau ivre / Q332307